# George Strong Nares
George Strong Nares (KCB) (24 de abril de 1831 - 15 de janeiro de 1915) foi um um oficial naval britânico da Royal Navy e explorador do Ártico.
Participou das expedições: Expedição de John Franklin, Expedição Challenger e da Expedição Britânica ao Ártico (1875-1876).
George Nares serviu nos navios da Marinha Real Britânica: HMS Canopus (1798), HMS Havannah (1811), HMS Resolute (1850), HMS Conqueror (1855), HMS Illustrious (1803) e HMS Britannia (1820) e e esteve no comando do HMS Boscawen (1844), HMS Salamander (1832), HMS Newport (1867), HMS Shearwater (1861), HMS Challenger (1858) e HMS Alert (1856) além de ter sido o comandante geral da Expedição Britânica ao Ártico (1875-1876).